# BARFOUT!
『BARFOUT!』（バァフアウト！）は、ブラウンズブックスが発行する月刊のエンターテインメント情報誌である。
主なミッションは、批評ではなく表現者たちを応援すること。「BARFOUT!」は「吐き出す」を意味し、表現者たちの想いや表現を発信することに重きを置く。
毎月19日（同日が休日の場合はその前の平日）発売。様々なカルチャーやエンターテインメント情報を発信。音楽、映画、ファッションなど幅広いテーマで、俳優・ミュージシャン等が登場する。

## 略歴・特徴
1992年7月、ブラウンズブックスより創刊。創刊当初は季刊誌で、年6回発行、後に10回となり、月刊化へと成長を遂げている。エンターテインメント、音楽、カルチャーをテーマにした雑誌。表現者たちを応援する内容を提供している。2024年5月17日発売の6月号で、創刊から通巻345号となる。

## 巻頭モデル
原則として当時の芸名を記載するが、後に芸名が変わった事が判明している場合は、かっこ書きする。

### 1990年代
1992年
7月号 :
1993年
3月号 :
9月号 :
12月号 :
1994年
3月号 :
7月号 :
9月号 :
12月号 :
1995年
3月号 :
5月号 : 田島貴男
8月号 : カヒミ・カリィ
10月号 : UA、村上淳
12月号 :
1996年
2月号 :
4月号 :
6月号 : カヒミ・カリィ
9月号 :
10月号 :
12月号 :
1997年
1月号 :
3月号 :
4月号 :
5月号 :
7月号 :
8月号 :
10月号 :
11月号 :
12月号 :
1998年
1月号 :
2月号 :
3月号 :
4月号 :
5月号 :
6月号 :
7月号 : BLANKEY JET CITY
8月号 :
9月号 : サニーデイ・サービス
10月号 :
11月号 :
12月号 : THEE MICHELLE GUN ELEPHANT
1999年
1月号 : 横尾忠則
2月号 :
3月号 :
4月号 :
5月号 :
6月号 :
7月号 :
8月号 :
9月号 :
10月号 : UA
11月号 :
12月号 : TRICERATOPS

### 2000年代
2000年
1月号 : 浅野忠信
2月号 : カヒミ・カリィ
3月号 : THEE MICHELLE GUN ELEPHANT
4月号 : bird
5月号 : BLANKEY JET CITY
6月号 : ACO
7月号 : スピッツ
8月号 : MONDO GROSSO
9月号 : サニーデイ・サービス
10月号 : 矢沢永吉
11月号 : NIGO
12月号 : bird
2001年
1月号 : the brilliant green
2月号 : LOVE PSYCHEDELICO
3月号 : ゆらゆら帝国
4月号 : 鬼束ちひろ
5月号 : m-flo
6月号 : EGO-WRAPPIN'
7月号 : aiko
8月号 : 椎名純平
9月号 : 鬼束ちひろ
10月号 : レニー・クラヴィッツ
11月号 : 矢井田瞳
12月号 : RIZE
2002年
1月号 : LOVE PSYCHEDELICO
2月号 : 中島美嘉
3月号 : bird
4月号 : 鬼束ちひろ
5月号 : キングギドラ
6月号 : 東京スカパラダイスオーケストラ
7月号 : 元ちとせ
8月号 : 板谷由夏、井川遥、仲村綾乃、高木郁乃、孫正華、坂本サトル
9月号 : UA
10月号 : hitomi
11月号 : ヴィンセント・ギャロ、浅井健一
12月号 : 鬼束ちひろ
2003年
1月号 : KUJUN、浅野忠信
2月号 : オダギリジョー、藤竜也、黒沢清、浅野忠信
3月号 : Fantastic Plastic Machine、東京スカパラダイスオーケストラ
4月号 : 横山剣
5月号 : 中島美嘉
6月号 : orange pekoe
7月号 : 田島貴男、横山剣
8月号 :  DOUBLE 
9月号 : 元ちとせ
10月号 : Zeebra
11月号 : クエンティン・タランティーノ
12月号 : ヴィンセント・ギャロ
2004年
1月号 : 宮藤官九郎、田口トモロヲ、みうらじゅん、中村獅童
2月号 : オダギリジョー
3月号 : 妻夫木聡、ガス・ヴァン・サント、ジョン・ロビンソン
4月号 : APPLESEED
5月号 : SOULHEAD
6月号 :
7月号 : 妻夫木聡、安藤政信
8月号 : 浅野忠信
9月号 : 矢沢永吉
10月号 :
11月号 :
12月号 :
2005年
1月号 :
2月号 :
3月号 : 中島美嘉
4月号 :
5月号 : 長谷川京子
6月号 : オダギリジョー
7月号 : 堤真一
8月号 :
9月号 :
10月号 :
11月号 :
12月号 :
2006年
1月号 :
2月号 :
3月号 :
4月号 : 木村カエラ
5月号 :
6月号 :
7月号 :
8月号 :
9月号 :
10月号 :
11月号 :
12月号 :
2007年
1月号 :
2月号 :
3月号 :
4月号 :
5月号 :
6月号 :
7月号 :
8月号 :
9月号 :
10月号 : アンジェラ・アキ
11月号 :
12月号 :
2008年
1月号 :
2月号 :
3月号 : 香椎由宇
4月号 :
5月号 :
6月号 :
7月号 :
8月号 :
9月号 : 松山ケンイチ
10月号 :
11月号 :
12月号 :
2009年
1月号 :
2月号 :
3月号 : アンジェラ・アキ
4月号 :
5月号 :
6月号 :
7月号 :
8月号 :
9月号 :
10月号 :
11月号 :
12月号 :

### 2010年代
2010年
1月号 :
2月号 :
3月号 :
4月号 :
5月号 :
6月号 :
7月号 :
8月号 :
9月号 :
10月号 :
11月号 : 杏
12月号 : 長渕剛
2011年
1月号 :
2月号 :
3月号 :
4月号 : 栗山千明
5月号 :
6月号 :
7月号 :
8月号 :
9月号 :
10月号 :
11月号 : 藤原竜也
12月号 :
2012年
1月号 :
2月号 :
3月号 :
4月号 :
5月号 :
6月号 :
7月号 :
8月号 :
9月号 :
10月号 : 妻夫木聡
11月号 :
12月号 : 武井咲、松坂桃李
2013年
1月号 :
2月号 :
3月号 :
4月号 : 大沢たかお
5月号 :
6月号 :
7月号 :
8月号 :
9月号 : 山田孝之
10月号 :
11月号 :
12月号 :
2014年
1月号 :
2月号 :
3月号 :
4月号 : 前田敦子
5月号 :
6月号 : 岡田将生
7月号 :
8月号 :
9月号 :
10月号 :
11月号 :
12月号 :
2015年
1月号 :
2月号 :
3月号 :
4月号 :
5月号 :
6月号 :
7月号 : シシド・カフカ、斉藤和義
8月号 :
9月号 :
10月号 :
11月号 :
12月号 : 星野源
2016年
1月号 :
2月号 : スガシカオ
3月号 :
4月号 :
5月号 : 大泉洋
6月号 :
7月号 :
8月号 :
9月号 : 山田孝之
10月号 :
11月号 : 佐藤健
12月号 :
2017年
1月号 :
2月号 : KREVA
3月号 : 神木隆之介、ぼくのりりっくのぼうよみ（現：たなか）
4月号 :
5月号 :
6月号 :
7月号 :
8月号 :
9月号 :
10月号 :
11月号 :
12月号 :
2018年
1月号 :
2月号 :
3月号 :
4月号 :
5月号 :
6月号 : 堂本剛
7月号 :
8月号 :
9月号 :
10月号 :
11月号 :
12月号 :
2019年
1月号 : 安田章大
2月号 : 菅田将暉
3月号 : 錦戸亮
4月号 : 神宮寺勇太
5月号 :
6月号 :
7月号 :
8月号 :
9月号 : 平野紫耀
10月号 :
11月号 :
12月号 :

### 2020年代
2020年
1月号 : 高橋海人、永瀬廉、平野紫耀
2月号 :
3月号 :
4月号 : 中村倫也
5月号 :
6月号 : 髙橋海人
7月号 :
8月号 :
9月号 : 吉沢亮
10月号 : 二宮和也
11月号 :
12月号 :
2021年
1月号 : 目黒蓮
2月号 : 大倉忠義
3月号 : 松村北斗
4月号 : 岩本照
5月号 : 永瀬廉
6月号 : 中村倫也
7月号 : ラウール
8月号 : 岸優太
9月号 : 平野紫耀
10月号 : Travis Japan
11月号 : 京本大我
12月号 : 生田斗真
2022年
1月号 :
2月号 : 赤楚衛二
3月号 : ジェシー
4月号 : 深澤辰哉
5月号 : 松村北斗
6月号 : 山田涼介
7月号 : King & Prince
8月号 : 岩本照
9月号 : 京本大我
10月号 : 渡辺翔太
11月号 : 平野紫耀
12月号 : ジェシー
2023年
1月号 : 髙橋海人
2月号 : 永瀬廉
3月号 : 目黒蓮
4月号 : なにわ男子
5月号 : 菊池風磨
6月号 : 髙橋海人、森本慎太郎
7月号 : SixTONES
8月号 : 岸優太
9月号 : 向井康二
10月号 : 大橋和也
11月号 : 永瀬廉
12月号 : 京本大我
2024年
1月号 : Aぇ! group
2月号 : SixTONES
3月号 : Snow Man
4月号 : 佐野晶哉
5月号 : King & Prince
6月号 : 京本大我
7月号 : 小島健